# Counterparts (groupe)
Pour les articles homonymes, voir Counterparts et Brigade (homonymie).
Counterparts est un groupe canadien de metalcore, originaire de Hamilton, en Ontario. Le groupe a d'abord signé avec Verona Records, fondé par le chanteur Shane Told (Silverstein). Plus tard, il signe avec le label américain Victory Records.
Le groupe sort un split EP avec le groupe de punk hardcore Exalt en 2010, et compte sept albums : Prophets (2010), The Current Will Carry Us (2011), The Difference Between Hell and Home (2013), Tragedy Will Find Us (2015), You're Not You Anymore (2017), Nothing Left to Love (2019), et A Eulogy for Those Still Here (2022) ; ainsi que l'EP Private Room (2018). Counterparts a déjà effectué des tournées de concerts en Amérique du Nord et en Europe.

## Histoire

### Débuts et succès (2007–2020)
Counterparts est formé en 2007 par Brendan Murphy (chant), Jesse Doreen (guitare), Curtis Washik (guitare), Eric Bazinet (basse) et Ryan Juntilla (batterie) à Hamilton, Ontario. Washik quitte le groupe au milieu de l'année 2009 et est remplacé par Alex Re à la guitare, d'abord de manière sporadique. Il est ensuite intégré au groupe de manière permanente. En mars 2009, Counterparts fait une tournée au Canada. En 2010, Shane Told, le chanteur de Silverstein, signe le groupe sur son propre label, Verona Records,. Brendan Murphy est invité sur l'album Rescue de Silverstein dans le morceau The Artist.
Le 23 février 2010, le premier album sort sous le titre Prophets chez Verona Records. Lors de la fête de sortie du CD, le groupe joue entre autres avec Structures. La même année, un EP split est sorti avec le groupe de punk hardcore Exalt. C'est la dernière sortie avec le batteur Ryan Juntilla. Il quitte le groupe la même année et est remplacé par Chris Needham. Le groupe fait une tournée en Amérique du Nord pour promouvoir son album. Au printemps 2011, le groupe signe avec Victory Records. Les musiciens font des tournées de concerts jusqu'à l'été. Needham, qui avait remplacé Juntilla au poste de batteur l'année précédente, quitte de nouveau le groupe. La raison en était qu'il suivait une thérapie du langage. Après une longue recherche infructueuse, Ryan Juntilla réintégre le groupe avant même le début des travaux de studio pour le deuxième album. Le deuxième album, The Current Will Carry Us, sort le 24 octobre 2011 et reçoit des critiques largement positives, notamment dans Exclaim!, The Aquarian Weekly, et Rock Sound,,.
Kyle Brownlee, ancien batteur du groupe de deathcore Majesty, remplace Juntilla à partir de l'été 2012 pour les autres tournées du groupe. Counterparts annonce le départ de Juntilla du groupe car il ne voulait plus faire partie du groupe. L'arrivée de Kelly Bilan — anciennement actif dans I Am Committing a Sin et Dead and Divine — est annoncée en tant que nouveau batteur.
Le 24 juillet 2013 sort The Difference Between Hell and Home, le troisième album studio du groupe. En automne 2013, Alex Re annonce son départ du groupe. Il ne joue que les derniers spectacles en décembre 2013. Entre-temps, Adrian Lee aide le groupe en tant que musicien de session lors des autres tournées de concert du groupe. Lee était également présent dans le groupe en tant que guitariste lors de la tournée européenne de février et mars 2014 avec Hundredth, Being as an Ocean et Polar.
Le 23 avril 2015, le groupe annonce avoir signé des contrats d'enregistrement avec Pure Noise Records et New Damage pour sortir leur nouvel album, prévu pour l'été 2015. Du 27 mars 2015 au 28 avril 2015, le groupe fait une tournée aux États-Unis avec Hotel Books, Capsize et Better Off en première partie de Defeater. Le 22 septembre 2016, le batteur Kelly Bilan annonce son départ du groupe. Kyle Brownlee le remplace temporairement. Début 2019, le groupe annonce qu'il travaillait sur un nouvel album. Celui-ci devrait sortir fin 2019 sous le nom de Nothing Left to Love. Il sort le 1er novembre 2019 chez New Damage / Pure Noise Records, et marque le retour du guitariste et choriste Alex Re. Nothing Left to Love est le premier disque du groupe à entrer dans le top 100 du Billboard 200, culminant à la 97e place.

### A Eulogy for Those Still Here(depuis 2021)
En 2021, le leader Brendan Murphy participe en tant que chanteur invité au single Constant Dread de Hawthorne Heights.
Le 31 mai 2022, Counterparts annonce sur toutes les plateformes de médias sociaux que leur septième album studio A Eulogy for Those Still Here sortirait le 7 octobre 2022 sur Pure Noise Records. Le premier single Unwavering Vow sort le 1er juin 2022, le deuxième single Whispers of Your Death le 26 juillet 2022. Le troisième single Bound to the Burn sort le 7 septembre 2022.

## Discographie

### Albums studio
- 2010 : Prophets (Verona Records)
- 2011 : The Current Will Carry Us (Victory Records)
- 2013 : The Difference Between Hell and Home (Victory Records)
- 2015 : Tragedy Will Find Us (Pure Noise Records (Soulfood))
- 2017 : You're Not You Anymore (Pure Noise Records (Soulfood))
- 2019 : Nothing Left to Love (Pure Noise Records)
- 2022 : A Eulogy for Those Still Here (Pure Noise Records)

### Splits
- 2010 : Split avec Exalt (Verona Records)